# 宛梆
宛梆古称南阳调、老梆子、南阳梆子等，是流行于河南省南阳市以及周边区域的地方戏曲剧种，在中华人民共和国成立后，因南阳古称为"宛"，而定名为"宛梆"。宛梆有“宛东”和“宛西”之分，宛东一般不起后腔，宛西起后腔。2006年5月20日，宛梆被中国列入第一批国家级非物质文化遗产。

## 宛梆社团
- 王国和宛梆社：1910年组建，主要剧目有《雷振海振北》、《马三宝振东》、《斩杨番》，1917年因财力不支停办。
- 石桥镇黄永福宛梆社：1910年组建，主要剧目有《豹头山》、《游青台》、《收岳云》，1918年因黄永福去世，艺人散走而停办。
- 内乡宛梆剧团：是目前中国仅存的宛梆剧种专业剧团，被中華人民共和國文化部命名为“天下第一团”。

## 特色
受中原文化和秦文化的影响，宛梆既具有陕西梆子的高亢，又有豫剧的平整规范，还有楚乐的委婉清丽，宛梆唱腔以烘托感情的假腔为高八度无字行腔，乃宛腔一绝，具有独特的艺术价值。

## 参看
- 豫剧